# الهجرة غير الشرعية إلى كوريا الجنوبية
منذ عام 1991، شهدت كوريا الجنوبية تدفقا كبيرا من العمال الأجانب، واستخدمت الحكومة برامج المتدربين منذ عام 1992. جاء حوالي 10,000 عامل آسيوي قدموا إلى كوريا الجنوبية في إطار هذا البرنامج في عام 1992، وبلغ هاذ العدد حوالي 57,000 متدرب في يونيو 1996. ومع ذلك، عانى برنامج المتدرب من مشاكل، حيث أصبح المتدربون عمالا لكن من دون وثائق تثبث ذلك بسبب الاختلاف في الأجور، ولأنهم لم يُصنفوا على أنهم عمال، فهم غير محميين بموجب قانون العمل الموحد. برنامج تصاريح العمل للأجانب (قانون العمالة الأجنبية الذي تعتمده الحكومة منذ عام 2004) هو مكسب تحقق بعد عقد من النضال بين المواطنين الكوريين والعمال المهاجرين الأجانب. ومع ذلك، فإن هذه المشاكل تنطوي على جزئيات كثيرة تُقوض حلها. من الناحية القانونية، لا تزال الدولة الكورية تسمح للأجانب بالتقدم للوظائف ذات الأجور المنخفضة وتستبعدهم من المزايا الاجتماعية. إضافة إلى تنامي التمييز الاجتماعي للمواطنين الكوريين تجاه العمال الأجانب وفقا لما تظهره بعض استطلاعات الرأي.
في نهاية يونيو 2011، كان 166,518 عاملا أجنبيا قد تجاوزوا المدة المحددة في تأشيرات عملهم، مقارنة ب177,955 عاملا أجنبيا في عام 2009 و168,515 في عام 2010، وفقا لما ذكرته السلطات الكورية.
ذكرت الوزارة أن 17 مكتبا للهجرة تحت سيطرتها ستقوم بحملات ضد هؤلاء لمدة شهر واحد بالتنسيق مع وزارة التشغيل والعمل.
في عام 2011، رفضت حكومة كوريا الجنوبية مؤقتا قبول المهاجرين الفيتناميين.